# Nicola Sturgeon
Nicola Sturgeon, född 19 juli 1970 i Irvine i North Ayrshire, är en skotsk politiker. Hon var Skottlands försteminister och partiledare för Skotska nationalistpartiet mellan 2014 och 2023.

## Politisk karriär
Sturgeon har varit ledamot av Skotska parlamentet sedan 1999, för två valkretsar i Glasgowområdet. Hon var partiets gruppledare i Skotska parlamentet åren 2004–2007, och satt från maj 2007 till 28 mars 2023 i den skotska regeringen. Hon var Skottlands vice försteminister från den 17 maj 2007 till den 19 november 2014 och Skottlands försteminister från den 20 november 2014 till den 28 mars 2023.
Samtidigt som hon var vice försteminister hade hon också egna ministerportföljer med betydande ansvar. Från maj 2007 till september 2012 var hon minister med ansvar för hälsa och välbefinnande. Därefter tog hon över som minister för infrastruktur, investeringar och städer fram till november 2014. Från 2012 var hon också ansvarig för regeringens strategi och konstitutionella frågor, vilket innebar att hon dels skrev under Edinburghavtalet och dels var ansvarig minister för folkomröstningen om skotsk självständighet 2014.

### Skottlands försteminister
Efter att folkomröstningen resulterade i ett nej till skotsk självständighet avgick Alex Salmond som partiledare och försteminister. Sturgeon efterträdde honom den 20 november 2014. Hon blev då den första kvinnan på posten. Hon är den försteminister som tjänstgjort under längst tid, då hon då innehade ämbetet i över åtta år.
Nicola Sturgeon anses ha spelat en betydande roll för Skotska nationalistpartiets framgångar i både de brittiska och skotska valen under 2010-talen, vilka lett till att Labour och Liberaldemokraterna förlorat så gott som samtliga mandat från Skottland i Storbritanniens parlament.
Den 15 februari 2023 meddelade Sturgeon att hon skulle avgå som försteminister och partiledare så snart en efterträdare utsetts. Hon lämnade posten den 29 mars samma år, då hon efterträddes av Humza Yousaf.

## Personalia
Sturgeon är gift med Peter Murrell, partisekreterare för Scottish National Party.